# Nagakute (Aichi)
Nagakute (長久手市 Nagakute-shi?) es un pueblo localizado en Aichi, Japón.
El área total es de 21,54 km². Tiene una población estimada en el 2004 de 41.287 habitantes.
Desde el 25 de marzo hasta el 25 de septiembre de 2005 se realizó la Expo 2005 en esta localidad.

## Ciudades hermanadas
- Waterloo, Bélgica